# W44T
W44T（ダブリュ44ティー）は、東芝、および東芝モバイルコミュニケーション社（現・FCNT）が日本国内向けに開発した、auブランドを展開するKDDIおよび沖縄セルラー電話のCDMA 1X WIN（後のau 3G）対応携帯電話である。
2006年6月28日より発売。また、その派生機種として同年10月にはPiPitおよび全国のトヨタの各ディーラー専売端末トヨタケータイ TiMO W44T II（ティーモ・ダブリュ44ティー・ツー）が発売され、翌2007年3月にはトヨタの高級車ブランド「レクサス」の各ディーラー専売端末のレクサスユーザー限定のLEXUS W44T III（レクサス・ダブリュ44ティー・スリー）が発売された。本項では本機種のほかに上記の通り2種類の派生機種についても便宜上記述する。

## 特徴
MUSIC-HDD (W41T)の実質的な後継機種で、東芝製au端末初の2軸ヒンジタイプである。約1GBのメモリを搭載し、最長19時間連続再生を実現した。オーディオ用コンデンサを左右対称に基板に配置し音楽再生時の音質の向上を図っている。
付属のBluetoothミュージックレシーバーは、超小型のデジタルアンプを搭載し「A2DP」オーディオプロファイルやSCMS-Tに対応した。レシーバーはヤマハと共同開発で、のちにソフトバンクモバイル向けの東芝製端末「SoftBank 910T」にも採用された。ワイヤレスでの連続再生時間はおよそ14時間となる。レシーバーは単4アルカリ乾電池を使用し、およそ5時間連続再生できる。
なおレシーバーにはマイクが内蔵されていないので、ハンズフリーマイクとして利用することができず、音楽再生専用である。また、社外品のSCMS-Tに対応しないBluetooth対応のミュージックレシーバーやBluetooth対応のコードレスヘッドホンを利用する事は不可能となっている。
またBluetoothによる通信機能だけでなく、赤外線通信機能も搭載しているので、TVやDVDプレイヤー・レコーダーのリモコンとして使用することが出来る。カメラも、MOSセンサーのパンフォーカス式でありながら320万画素を実現している。
EZ FeliCa、SD-Audio、ワンセグには対応していないものの、発売当時はほぼハイスペックかつハイエンドな内容を持った機種であると言える。
なお同社製のau端末はこの端末より内部ソフトウェアの改良が施された事による影響でUI等が一新された為、同社製のW43Tとはメニュー構造などが異なっている。
また、au端末では初めてアドレス帳1件当たり電話番号・メールアドレスを5件まで登録が可能となったり、同社製CDMA 1X WIN対応の端末としては初めて2GHz帯の周波数帯をサポートするようになるなど、ソフトウェアの改良だけではなく、機能面でも向上している部分も多い。2006年度モデル故にN800MHz帯（新800MHz帯・CDMA Band-Class 0 Subclass 2）はサポートしていないため、周波数再編後は2GHz帯エリア以外は使用不可となる。

## トヨタケータイ TiMO W44T II
トヨタ自動車とのMVNE（仮想移動体サービス提供者）、およびコラボレーション（協業）から生まれた端末。PiPitおよび全国のトヨタの各ディーラー専売モデルで端末には「for TOYOTA」の文字が、また十字キーの下部にはトヨタのCIがそれぞれ小さく表記されている。auショップおよび家電量販店等では販売されない。実質的にはW44Tのセカンドモデル。
2006年夏モデルのW44Tとの違いは、
- 専用のデザインおよび計3色のTiMOオリジナルの本体色
- 緊急通報サービス「HELPNETケータイ」の1年間無料サービス
- 着うた、着うたフル (※)、着メロなどを1年間無料でダウンロードできる「無料コンテンツ倉庫」
(※) ただし着うたフルの場合「無料コンテンツ倉庫」内のミニゲーム（毎月ごとにテーマが変わる）に勝利した場合のみ本コンテンツ利用開始から一年以内、毎月先着2,000名に限り好みの楽曲を1曲だけ無料でダウンロードする事が出来た。
- トヨタ純正テレマティクスサービス「G-BOOK ALPHA」対応ナビを装備したトヨタ車との連動の強化

## LEXUS W44T III
トヨタ自動車とのMVNE、および同社のプレミアムブランド「レクサス」とのコラボレーションから生まれた端末。もちろんレクサス店専売モデルであり端末には「LEXUS」の文字が、また十字キーの下部にはレクサスのCIがそれぞれ小さく表記されている。全国10,000台限定販売でレクサス店でレクサスブランドの新車を購入したユーザーのみ購入可能。本体色はブラックのみで前述のTiMO W44T II同様auショップおよび家電量販店等では販売されない。事実上、LEXUS W44T IIIはau向け端末史上初のサードモデルとなっており、au向けを含む日本国内の大手の携帯電話のキャリア向けとしては最後のminiSDカード対応端末でもあった。

## 沿革
W44T
- 2006年（平成18年）5月22日 - KDDI、および東芝より公式発表。
- 2006年6月28日 - 順次発売。
- 2007年（平成19年）1月 - 販売終了。
- 2012年（平成24年）7月22日 - L800MHz帯（旧800MHz帯・CDMA Band-Class 3）エリアによるサービスの停波。以降は2GHz帯（CDMA Band-Class 6）エリアのサービスのみのサポートとなる。
- 2022年（令和4年）3月31日 - 2GHz帯を含む3Gサービスの完全終了・完全停波により当端末は利用不可となる[14]。

TiMO W44T II
- 2006年8月30日 - トヨタ自動車、およびKDDIより公式発表。
- 2006年10月31日 - 順次発売。
- 2007年5月 - 販売終了。
- 2012年7月22日 - L800MHz帯エリアによるサービスの停波。以降は2GHz帯エリアのみのサポートとなる。
- 2022年3月31日 - 2GHz帯を含む3Gサービスの完全終了・完全停波により当端末は利用不可となる。

LEXUS W44T III
- 2007年3月中旬 - 全国にて発売。
- 2007年6月 - 販売終了。
- 2012年7月22日 - L800MHz帯エリアによるサービスの停波。以降は2GHz帯エリアのみのサポートとなる。
- 2022年3月31日 - 2GHz帯を含む3Gサービスの完全終了・完全停波により当端末は利用不可となる。

## 不具合
2006年10月18日に以下の不具合の修正がケータイアップデートにより行われた。
- EZweb接続中、PCサイトビューアー接続中や音楽再生中などに電源がリセットする場合がある
- 電源キーを長押ししても電源が入らない場合がある

2007年3月27日に以下の不具合の修正がケータイアップデートにより行われた。
- EZサービスの初期設定に失敗し、Eメールを受信できない場合がある

2009年2月3日に以下の不具合の修正がケータイアップデートにより行われた。
- スケジュールを複数件数登録し編集すると電源がリセットする場合がある

## 対応サービス
- LISMO MUSIC（LISMOビデオクリップ非対応）
- EZ「着うたフル」
- EZ「着うた」
- Hello Messenger
- 安心ナビ
- 赤外線通信
- Bluetooth V1.2準拠
- ベストコネクト
- 3Dグラフィックアクセラレーター（グラフィックエンジン）「MOBILE TURBO T4G (TC35285)」搭載
- 128和音のメロディに対応（ヤマハ・MA-7搭載）
- 電子辞書「辞スパ」（端末本体にインストール済み）
- EZアプリ (BREW)（端末にコナミデジタルエンタテインメントの「ウイニングイレブンモバイル インターナショナル」の体験版がプリインストールされている）
- EZ待ちうた
- EZナビウォーク（声de入力対応、3Dナビ対応）
- EZチャンネル
- EZ・FM
- EZブック
- バーコードリーダー&メーカー（QRコード対応）
- ムービーメール (S/M/L)
- EZムービー (S/M/L/LL/QVGA)
- ダウンロードフォント対応
- 無料コンテンツ倉庫（TiMO W44T II / LEXUS W44T III専用のオリジナルコンテンツ）

## その他
「run for money 逃走中」で過去利用されていた。